# Морган (округ, Огайо)
Округ Морган (англ. Morgan County) располагается в США, штате Огайо. Официально образован 29 декабря 1817 года. По состоянию на 2010 год, численность населения составляла 15 054 человека. Получил своё наименование в честь американского политического и военного деятеля Даниэля Моргана.

## География
По данным Бюро переписи США, общая площадь округа равняется 1 092,4 км², из которых 1 078,5 км² суша и 13,9 км² или 1,27 % это водоёмы.

## Население
По данным переписи населения 2000 года в округе проживает 14 897 жителей в составе 5 890 домашних хозяйств и 4 176 семей. Плотность населения составляет 14,00 человек на км2. На территории округа насчитывается 7 771 жилых строений, при плотности застройки около 7,00-ми строений на км2. Расовый состав населения: белые — 93,66 %, афроамериканцы — 3,41 %, коренные американцы (индейцы) — 0,35 %, азиаты — 0,08 %, гавайцы — 0,00 %, представители других рас — 0,26 %, представители двух или более рас — 2,24 %. Испаноязычные составляли 0,41 % населения независимо от расы.
В составе 30,90 % из общего числа домашних хозяйств проживают дети в возрасте до 18 лет, 56,90 % домашних хозяйств представляют собой супружеские пары проживающие вместе, 9,90 % домашних хозяйств представляют собой одиноких женщин без супруга, 29,10 % домашних хозяйств не имеют отношения к семьям, 25,50 % домашних хозяйств состоят из одного человека, 12,00 % домашних хозяйств состоят из престарелых (65 лет и старше), проживающих в одиночестве. Средний размер домашнего хозяйства составляет 2,50 человека, и средний размер семьи 2,98 человека.
Возрастной состав округа: 25,30 % моложе 18 лет, 7,80 % от 18 до 24, 26,30 % от 25 до 44, 25,00 % от 45 до 64 и 25,00 % от 65 и старше. Средний возраст жителя округа 39 лет. На каждые 100 женщин приходится 96,50 мужчин. На каждые 100 женщин старше 18 лет приходится 94,90 мужчин.
Средний доход на домохозяйство в округе составлял 28 868 USD, на семью — 34 973 USD. Среднестатистический заработок мужчины был 30 411 USD против 21 039 USD для женщины. Доход на душу населения составлял 13 967 USD. Около 15,70 % семей и 18,40 % общего населения находились ниже черты бедности, в том числе — 25,10 % молодежи (тех, кому ещё не исполнилось 18 лет) и 12,40 % тех, кому было уже больше 65 лет.